# Драдня
Драдня или Драгня (на македонска литературна норма: Драдња) е село в Северна Македония, в Община Кавадарци.

## География
Селото е разположено южно от Кавадарци, над левия бряг на изкуственото Тиквешко езеро срещу село Ресава. Край селото е разположена Марковата скална църква „Свети Никола“.

## История
Според статистиката на Васил Кънчов („Македония. Етнография и статистика“) от 1900 г. Драгня има 260 жители българи християни.
Цялото християнско население на селото е под върховенството на Българската екзархия. По данни на секретаря на екзархията Димитър Мишев („La Macédoine et sa Population Chrétienne“) в 1905 година в Драгня (Dragnia) има 304 българи екзархисти.